# Лийрде
Лийрде (на нидерландски: Lierde) е селище в Северна Белгия, окръг Ауденарде на провинция Източна Фландрия. Населението му е около 6400 души (2006).